# 1970年香港
|        | 香港歷史 \| 香港歷史年表                                                                                                   |
| 世紀： | 19世紀香港 \| 20世紀香港 \| 21世紀香港                                                                                     |
| 年代： | 1940年代香港 \| 1950年代香港 \| 1960年代香港 \| 1970年代香港 \| 1980年代香港 \| 1990年代香港 \| 2000年代香港               |
| 年份： | 1966年香港 \| 1967年香港 \| 1968年香港 \| 1969年香港 \| 1970年香港 \| 1971年香港 \| 1972年香港 \| 1973年香港 \| 1974年香港 |
| 紀年： | 庚戌年（狗年）、香港開埠129周年、香港重光25周年                                                                            |

## 政府

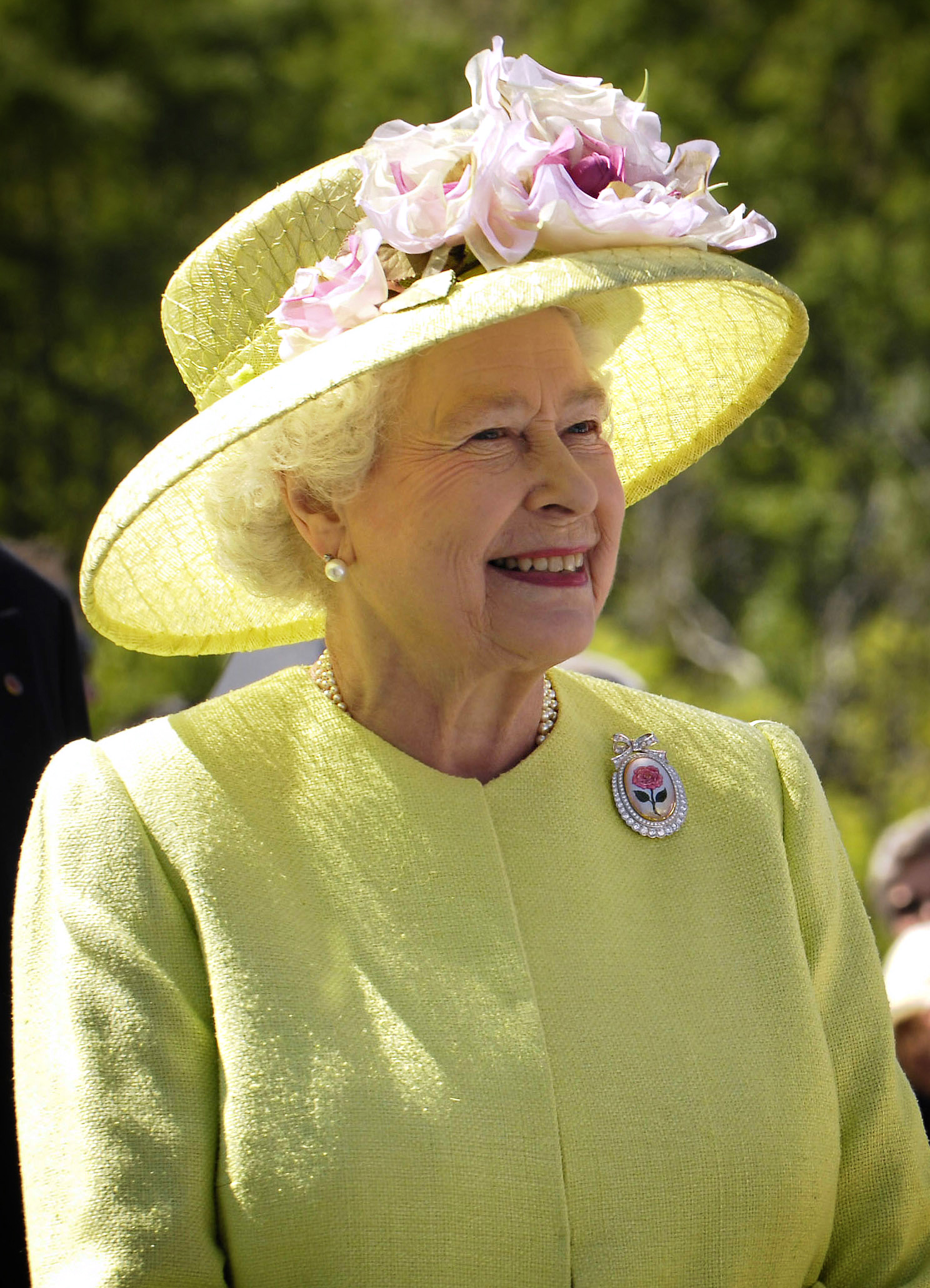
英国君主：伊丽莎白二世

## 大事記
- 嘉禾影業公司正式成立[1]:217[2]。
- 惠康超級市場開業[1]:217[2]。
- 香港電台電視部成立[1]:217[2]。
- 香港最早商人銀行怡和·富列明公司成立[1]:217-218[2]。
- 浸會書院註冊成為首間被承認之專上學院[1]:218[2]。
- 香港政治團體革新會向政府提出立法局應有民選議員之要求[1]:218[2]。

### 1月
- 香港樓房租金暴漲，港府通過臨時法案凍結租金[1]:216[2]。
- 僱傭修訂條例公佈，規定每月四天假期[1]:216[2]。
- 1月1日——大埔廣福道邵氏大廈一名青年看更在大埔廣福道被10名飛型青年飛車截擊。
- 1月2日
  - 廟街一家大牌檔老闆被一名任職理髮店洗頭工人截劫，反抗時被少年以童軍刀向其右胸連刺兩刀，傷重死亡。
  - 香港中山圖書館正式啟用。
- 1月13日——紅磡黃埔街18號2樓，兩名泰國華僑被兩男一女脅挾上二樓梯間。之後發現二人倒臥於二樓梯間血泊中，1人不治1人重傷。
- 1月15日——佐敦道豪華茶廳，一批手持西瓜刀的流氓將兩人斬殺。
- 1月19日——警方在北角破獲戰後首個龐大偽鈔機關。

### 2月
- 《七十年代》月刊創刊，是一本綜合性雜誌，主編李怡[1]:216[2]。
- 港府對是否應該廢除笞刑，廣泛徵詢民意[1]:216[2]。
- 2月11日
  - 修訂煽亂法例，公眾場所禁貼煽亂圖文[1]:216[2]。
  - 廟街241號3樓尾房，男子與妻子因家事爭吵及打鬥，男子被人用鐵鎚打死。
- 2月16日——勞工署接納中華廠商會建議，允許女工夜班工作。
- 2月23日——遠東證券交易所開業[1]:216[2]。

### 3月
- 不滿政府拖延政制改革，十位市政局民選議員在市政局會議上全體退席，為香港議會及市政局有史以來第一次[1]:216[2]。
- 香港學生團體組成中文運動聯席會[1]:216[2]。
- 3月11日——立法局通過交通定額罰款條例[1]:216[2]。
- 3月12日——順昌號貨輪在擔杆山海面觸礁沉沒，香港船員2死6失蹤；世界十大富豪之一洛克菲勒抵港主持國際投資研討會。
- 3月13日——《遺囑條例》頒佈施行[1]:216[2]。
- 3月19日——匯豐銀行土瓜灣分行被數名男子行劫[3]。
- 3月19日——一名地盤看更驅逐在地盤內吸毒的道友，被道友用水喉鐵擊頭部，送院延至3月21日不治。
- 3月31日——一男子在新界洪水橋戲院附近大街被八名流氓圍毆，背部中刀貫穿腹部，送院途中不治。

### 4月
- 香港電台龍翔劇團第一張立體聲唱片面世。
- 為加快沙田建設，填海工程開始[1]:216[2]。
- 4月9日——港府同意設立香港理工學院（理工大學前身）[1]:216[2]。
- 4月11日——土瓜灣忠信街15號五樓，包租婦人被一精神失常的姓吳男租客斬死。
- 4月23日——中文大學三所書院聯合罷課，抗議政府削減對中文大學之撥款[1]:216[2]。
- 4月24日——觀塘咸田新區（今藍田）發生二屍三命倫常命案，夫殺妻後跳樓斃命遺下三名孤雛[4]。
- 4月30日——兩幫流氓在銅鑼灣高士打道近天橋腳打鬥，一青年被人刺死。

### 5月
- 港府批准教師及警察男女同工同酬[1]:216[2]。
- 5月1日——新蒲崗景福街104號華大工業大廈，製衣工人在地下電梯口被另一名有積怨的工人以利剪刺斃。

魚販李振華（或作李清華，26歲）被前魚檔合伙人兼同鄉李佳（38歲）亂刀殺死
- 5月3日——元朗邨第5座324室魚販被前魚檔合伙人兼同鄉亂刀殺死。
- 5月6日——慈雲山新區第44座對開山邊，少年被多名飛仔圍毆並推下山坡，身受重傷，送院延至晚上十一時不治。
- 5月10日——北角英皇道車禍垃圾車撞死老婦。
- 5月17日——龍虎山雙屍案。
- 5月25日——蠔商陳柏祥在安樂園餐廳被蠔販陳錦苓追至新界流浮山公立學校附近，被類似開蠔用的鐵插刺傷前腦及背部，陳柏祥回到灰業街家中，傷重死亡。
- 5月27日——浸會書院600多名學生為抗議校方增加學費，在校園靜坐[1]:216[2]。
- 5月29日——英女皇批准港督戴麟趾延長任期到1971年10月[1]:216[2]。
- 5月30日
  - 新界青山道交通意外兩死六傷[5]。
  - 1970年度香港小姐競選於香港希爾頓酒店舉行，何秀汶奪得冠軍，無綫電視中文台直播當晚選美盛會，是首屆由電視台直播的香港小姐競選[6]。

### 6月
- 6月1日——香港置地公司以2.58億元創香港及世界紀錄高價奪得港島中區一塊新填地，擬建香港最高樓宇[1]:216[2]。
- 6月2日——美商競投中區地王失敗，向港督投訴拍賣官不公[1]:216-217[2]。
- 6月3日——九龍仔大坑東徙置區第9座五樓584室門前，男子在家口前被十多名十八至二十二歲的小混混以西瓜刀、三角銼等利器襲擊，倒斃門前。
- 6月10日——民政司委出第一位女民政主任，關佩英出任灣仔民政主任[1]:217[2]。
- 6月11日——一名女學生掉了一毫子，在草叢找尋時揭發青年被棄屍草叢案。
- 6月18日——尖沙咀漆咸道友聯大厦三樓F座發生兇殺案[7]。
- 6月24日——尖沙咀九龍公園啟用。原址前身為威菲路軍營。
- 6月25日——一名少年途徑黃大仙球場附近被十餘名飛仔以刀棍殺死。[8]

### 7月
- 港府委派陳方安生出任助理財政司[1]:217[2]。
- 7月10日——《修訂婚姻制度條例》頒佈實施[1]:217[2]。
- 7月19日——「爭取中文成為法定語文運動聯會」成立[1]:217[2]。
- 7月22日——港府輔政司宣佈男女護士同酬分七階段實施[1]:217[2]。
- 7月26日——從事象牙製造業的陳啟倫，與千金小姐汪倩儀相戀，後來女方移情別戀被殺。

### 8月
- 8月17日——一對情侶停車在荃灣荃錦公路談心時，遭三名匪徒行劫。匪徒意圖向女事主輕薄，情侶反抗被毆。男事主被毆斃，女事主被毆傷。
- 8月20日——大潭水塘內發生謀殺案男屍全身赤裸十指被斬[9]。
- 8月21日——為適應香港工業發展，港府宣佈在青衣加建新發電廠，需耗資5億元[1]:217[2]。

### 9月
- 港府宣佈成立專門委員會，研究公函應用中文問題[1]:217[2]。
- 盈豐酒房工業大廈五級火，無傷亡。
- 9月1日——流浮山慘案。
- 9月11日——董浩雲出價320萬美元購得前英國巨型客輪伊利莎白皇后號，並計劃將該輪改建成海上大學[1]:217[2]。

### 10月
- 法律援助署成立。
- 10月6日——立法局通過法例，會議可以中英文並用[1]:217[2]。
- 10月15日——港府宣佈，麥理浩繼戴麟趾出任港督[1]:217[2]。
- 10月19日——香港大學生評議會通過決定，成立中文運動工作委員會[1]:217[2]。
- 10月21日——港府成立「公事上使用中文問題研究委員會」[1]:217[2]。

### 11月
- 至11月13日的十四天內，香港海域共發現45具浮屍，均為約20歲的中國大陸青年，有成功游到本港生還的人表示他們均為文革下被迫害或對中共政權絕望而逃亡者[10][11]。
- 11月2日——市政局委任議員陳善芬提出賭博合法化建議[1]:217[2]。
- 11月14日——中環九如坊安和里2號5層高舊樓拆卸中倒塌，造成一死三傷。[12]

### 12月
- 工業界人士認為香港勞動力短缺，外商投資建廠興趣減退[1]:217[2]。
- 立法局辯論反貪污工作應由警務處還是獨立機構負責執行。
- 12月1日——香港大酒店1223室澳洲籍男子被殺[13]。
- 12月2日——李淑芬成為香港證券交易所第一個女會員[1]:217[2]。
- 12月4日——羅馬天主教教宗保祿六世訪問香港[1]:217[2]。教宗專車離開啟德機場往政府大球場主持彌撒，途經九龍城世運花園期間接受市民歡賀。

### 節慶
下列節慶，如無註明，均是香港的公眾假期，同時亦是法定假日（俗稱勞工假期）。有 # 號者，不是公眾假期或法定假日（除非適逢星期日或其它假期），但在商業炒作下，市面上有一定節慶氣氛，傳媒亦對其活動有所報導。詳情可參看香港節日與公眾假期。
- 1月1日（星期四）：元旦（根據法定假日放假的機構，或會冬至放假，元旦不放假）
- 2月5日（星期四）：農曆年初一之前一日（是法定假日，但不是公眾假期，根據法定假日放假的機構，或會農曆年初二放假，年初一之前一日不放假。部份機構或會提早下班）
- 2月6日（星期五）：農曆年初一
- 2月7日（星期六）：農曆年初二（根據法定假日放假的機構，或會農曆年初二放假，年初一之前一日不放假）
- 2月8日（星期日）：農曆年初三（是公眾假期，但不是法定假日）
- 2月9日（星期一）：農曆年初四（補2月8日）（是公眾假期，但不是法定假日）
- 3月27日（星期五）：耶穌受難節（是公眾假期，但不是法定假日）
- 3月28日（星期六）：耶穌受難節翌日（是公眾假期，但不是法定假日）
- 3月30日（星期一）：復活節星期一（是公眾假期，但不是法定假日）
- 4月4日（星期六）：兒童節 #
- 4月5日（星期日）：清明節
- 4月6日（星期一）：清明節翌日（補4月5日）
- 4月21日（星期二）：英女皇壽辰（是公眾假期，但不是法定假日）
- 6月8日（星期一）：端午節
- 7月1日（星期三）：7月份第一個周日（是公眾假期，但不是法定假日）
- 8月3日（星期一）：8月份第一個星期一（是公眾假期，但不是法定假日）
- 8月31日（星期一）：8月份最後一個星期一為重光紀念日（是公眾假期，但不是法定假日）
- 9月15日（星期二）：中秋節#
- 9月16日（星期三）：中秋節翌日
- 10月8日（星期四）：重陽節（是公眾假期，但不是法定假日）
- 10月31日（星期六）：萬聖夜 #
- 12月22日（星期二）：冬至（是法定假日，但不是公眾假期，根據法定假日放假的機構，或會元旦放假，冬至不放假。部份機構或會提早下班）
- 12月24日（星期四）：平安夜#（不是公眾假期或法定假日，但部份機構或會提早下班或放假一天）
- 12月25日（星期五）：聖誕節（是公眾假期，但不是法定假日）
- 12月26日（星期六）：聖誕節後第一個周日（是公眾假期，但不是法定假日）
- 12月31日（星期四）：公曆除夕# （不是公眾假期或法定假日，但部份機構或會提早下班或放假一天）

## 出生人物
- 2月25日 李綺虹─香港資深女演員。
- 6月3日 楊婉儀─香港資深女演員。
- 6月20日 李嘉欣─香港資深女演員。
- 8月18日 宣萱─香港資深女演員。
- 10月2日 萬綺雯─香港資深女藝人，前香港亞洲電視及無線電視合約女藝員。
- 10月20日 王賢誌─香港男藝員
- 10月21日 古天樂─香港著名影視演員
- 11月6日 陳耀全─香港無線電視著名戲劇組製作部劇集監製
- 11月23日 阮小儀─香港著名電台DJ、電視劇演员。

## 逝世人物
- 4月19日 羅家權─著名粵劇丑生，享年66歲。